# 전조선선수권대회
전조선선수권대회(全朝鮮選手權大會)는 일제강점기 시절 조선에서 열린 종합 스포츠 대회이다.
1925년에 처음 개최되었으며1940년까지 진행되었었다.대회는다양한 스포츠 종목들이 진행되어 진행되었고 대회의 후반기에는 궁성요배와 황국신민서사 제송 등 일제의 민족말살통치 영향을 받았다.

## 종목
- 전조선축구선수권대회
- 전조선야구선수권대회
- 전조선탁구선수권대회
- 전조선정구선수권대회
- 전조선궁도선수권대회
- 전조선농구선수권대회
- 전조선빙상선수권대회
- 전조선골프선수권대회
- 전조선씨름선수권대회
- 전조선권투선수권대회
- 전조선자전차선수권대회
- 전조선위기선수권대회 (바둑)